# Історична бібліографія Україніки
Історична бібліографія Україніки

Найдавнішими бібліографічними реєстрами україніки є бібліотечні каталоги Київського (т. 1–5. 1854–58), Новоросійського (т. 1–3. 1878–93) та Харківського (кн. 1–2. 1884–91) університетів (нині це, відповідно, — Київський національний університет імені Тараса Шевченка, Одеський національний університет, Харківський національний університет), а також Київської духовної академії (кн. 1–[14], 1878–88; кн. [14] — колишньої Полоцької унійної бібліотеки [К., 1906]).
Над репертуаром західноукраїнських видань працювали І.Левицький (1801–93, «Киевская старина», 1888, т. 21, кн. 5) та Кароль, а згодом — Станіслав Естрайхери (1-ша частина їхньої праці, 7 томів, охоплювала 120 тис. видань 1800—1900; 2-га, 4 томи, — 140 тис. 1455—1799; 3-тя, 23 томи, — друки 15–18 ст.; 4-та, 4 томи, — друки 1881—1900; 2 томи вийшли додатково).
Наддніпрянські видання свого часу були досить повно представлені в каталогах Київської міської публічної бібліотеки (відділ ім. В.Юзефовича, 1899) та бібліотеки Л.Ідзіковського (1902–15; див. також Ідзіковські).
Покажчик літератури, що була видана 1798—1897 у Російській імперії українською мовою, вперше склав Д.Дорошенко («Науковий ювілейний збірник Українського університету в Празі, присвячений панові президентові Чесько-словенської республіки, професору, доктору Т. Г. Масарикові», ч. 1. Прага, 1925; доповнення Ф.Максименка в рукопису).
Реєстрація поточної української літератури провадилася в журналах «Киевская старина» та «Записки Наукового товариства імені Шевченка» (т. 2–116, 1893—1913; у наступних виданнях такого розділу не було).
1896—1916 були опубліковані російськомовні біографічні словники: І.Левиц[ь]кий «Прикарпатс[ь]ка Русь в XIX-м в(і)ц(і)» (т. 1, вип. 1–4: Ангелович-Барв(і)нскій. Льв(і)в, 1898–[1901]); Н.Сумцов «Діячі українського фольклору» (Н.Сумцов «Малюнки з життя українського народного слова». Х., 1910); І.Павловський «Краткий биографический словарь ученых и писателей Полтавской губернии с половины XVIII в.» (Полтава, 1912; перше доповнення — Полтава, 1913); І.Павловський «Полтавцы» (Полтава, 1914); Ф.Арістов «Карпато-русские писатели» (т. 1. М., 1916); див.: «Русский биографический словарь», т. [1–25], М.; С.-Петербург–Петроград, 1896—1918).
Засновниками ретроспективної бібліографії історії України вважаються О.Лазаревський («Опыт указателя источников для изучения Малороссийского края в историческом и географическом отношениях». — «Черниговские губернские ведомости», 1853, № 45–46), Г.Милорадович («Иностранные сочинения о Малороссии». — «Черниговские губернские ведомости», 1859, № 24–31) та В.Межов («Библиографический указатель галицко-русской литературы». — «Основа», 1862, № 6 і окремо). З цієї тематики підготував покажчик також Д.Дорошенко («Указатель источников для ознакомления с южной Русью». — СПб., 1904).
Широку україніку містять російськомовні: 1) покажчики книжок і статей: а) з історії Росії за: 1800–54 — В.Межов «Русская историческая библиография» (т. 1–3. СПб., 1892–93); 1855–64 — П.Ламбін, Б.Ламбін «Русская историческая библиография. Годы 1855–64» (СПб., 1861–84); 1865–76 — В.Межов «Русская историческая библиография за 1865—1876 гг. Включительно» (т. 1–8. СПб., 1882–90); б) з історії слов'янознавства — «Обозрение трудов по славяноведению, 1908–13» (СПб.; Пг., 1909–18); 2) загальні та спеціальні огляди джерел: В.Іконников «Опыт русской историографии» (т. 1, кн. 1–2. К., 1891–92; т. 2, кн. 1–2. К., 1908); Є.Якушкін «Обычное право русских инородцев» («Чтения в Обществе истории и древностей российских», 1899, т. 4); Ф.Леонтович «История русского права» (т. 1. Варшава, 1902); С.Громачевський «Библиографический указатель литературы по русской нумизматике» (Житомир, 1904); Д.Зеленін «Библиографический указатель русской этнографической литературы о внешнем быте народов России, 1700—1910» (СПб., 1913).
Огляди біобібліографії робіт окремих вчених та історії установ і орг-цій містяться в працях: І.Левицький «Реєстр наукових і літературних праць проф. Михайла Грушевського» («Науковий збірник, присвячений професорові М.Грушевському». Львів, 1906); «Гимназия высших наук и Лицей кн. Безбородька» (вид. 2-ге, СПб., 1881); «Академические списки Императорского университета Св. Владимира, 1834—1884» (К., 1884); «Биографический словарь профессоров и преподавателей Императорского университета Св. Владимира, 1834—1884» (К., 1884); А.Маркевич «Двадцатипятилетие Императорского Новороссийского университета: Историческая записка и академические списки» (Одеса, 1890); «Историко-филологический институт кн. Безбородка в Нежине, 1875—1900» (Ніжин, 1900); «… 1901–12» (Ніжин, 1913); «Историко-филологический факультет Харьковского университета за первые 100 лет его существования, 1805—1905» (Х., 1908); «Юридический факультет Харьковского университета за первые 100 лет его существования, 1805—1905» (Х., 1908); «Систематический перечень изданий Киевской комиссии для разбора древних актов с 1845 по 1910 гг.» («Сборник статей и материалов по истории Юго-Западной России», вип. 1. К., 1911); «Московское археологическое общество в первое пятидесятилетие его существования, 1864—1914» (т. 2. М., 1915); «Список книг, продаваемых в конторе редакции журнала „Труды Императорской Киевской Духовной Академии“» [К., 1916].
Індексації періодики були присвячені покажчики: [І.Новицький] «Киевлянин» (під ред. В.Шульгіна, 1864–78 [вид.: 1880]), Ф.Николайчик «Журнально-газетные статьи и материалы по южнорусской истории» («Киевская старина», 1885, січень, березень); «Университетские известия. Официальная часть» (1861–84 [вид.: 1887]); «Труды Императорской Киевской Духовной Академии» (1860—1904 [вид.: 1905]); «Подольские епархиальные ведомости» (1862—1905 [вид.: 1907]); «Киевская старина» (1882—1906 [вид.: Полтава, 1911]; рецензії: «ЗНТШ», 1912, т. 109. С. 166—177).
Реєстр ілюстрацій містили покажчики: «Изображения людей знаменитых или чем-нибудь замечательных, принадлежащих по рождению или заслугам Малороссии» (П.Бекетов; М., 1844); Б.Гринченко «Каталог Музея украинских древностей В. В. Тарновського» (т. 2. Чернігів, 1900); «Приложение к № 7 „Земского Сборника Черниг.[овской] г.[убернии]“ 1900 г.».
Реєстр указів підготував С.Рубінштейн («Хронологический указатель указов и правительственных распоряжений по губерниям Западной России, Белоруссии и Малороссии за 240 лет, с 1652 по 1892 г.», Вільно, 1894; перше продовження — 1895); реєстр спогадів — С.Мінцлов [та М.Мінцлова] («Обзор записок, дневников, воспоминаний, писем и путешествий, относящихся к истории России и напечатанных на русском языке», вип. 1–6. Новгород; Петроград, 1911—1915).
Л.Савелов уклав «Библиографический указатель по истории, геральдике и родословию российского дворянства» (вид. 2-ге, Острогожськ, 1897); Г.Милорадович опублікував «Родословную книгу Черниговского дворянства» (т. 1–2. СПб., 1901); В.Модзалевський — «Малороссийский родословник» (т. 1–4. К., 1908–14); В.Лукомський і В.Модзалевський — «Малороссийский гербовник» (СПб., 1914).
Реєстр видань земств уклав В.Каратаєв «Библиографический обзор земской статистической и оценочной литературы со времени учреждения земства, 1864—1903 гг.» (вип. 1–2. СПб., 1906–13. Катериносл. та Полтав. губ.). 1893 у С.-Петербурзі побачив світ «Систематический указатель литературы о евреях на русском языке со времени введения гражданского шрифта (1708 г.) по декабрь 1889 г.».

## Історія української бібліографії
Першою інституцією з української бібліографії стала створена 1909 Науковим товариством імені Шевченка у Львові Бібліографічна комісія, вона видавала «Матеріяли до української бібліографії».
У часи Державності 1917–21 та «Розстріляного відродження» центрами І.б.у. були: Всенародна бібліотека України (нині Національна бібліотека України імені В.І.Вернадського), Історична секція УАН, де в журналі «Україна» під керівництвом М.Грушевського друкувалися щорічні огляди українознавчої літератури (дані за 1926–30), Науково-дослідна кафедра історії української культури ім. Д.Багалія (з 1930 — Науково-дослідний інститут історії української культури імені академіка Д.Багалія; голова Бібліографічної комісії — Антон Козаченко; була видрукована «Бібліографія історії України, Росії та українського права, краєзнавства й етнології за 1917—1927 роки» з окремим додатком за 1928 рік), до певної міри, Істпарт (див. Істпарти; Й.Хандрос і Е.Ланда підготували «Публікації істпартів, істмолів та істпрофів України». Х.–К., 1932). Роботи з І.б.у. проводилися також у Львові (І.Калинович «Українська історична бібліографія, 1914–23». — «ЗНТШ», Львів, 1924, т. 134 і окремо; А.Заїкіна, В.Заїкін «Матеріяли до бібліографії української історії, 1930–31». — «Записки чина св. Василія Великого», 1936, т. 6, вип. 1–2) та Празі (Д.Дорошенко «Огляд української історіографії», Прага, 1923).
Державна бібліографія була представлена виданнями: «Літопис українського друку» (1924–30); «Літопис друку УСРР» (1935); «Літопис друку. Книги (1936–41; 1946–53)»; «Літопис книг» (Х.–К., 1954); «Літопис періодичних видань» (Х.–К., 1935, 1973–97), «Літопис друку: Журнальні статті» (Х., 1936–41); «Літопис друку УРСР: Журнальні статті» (Х., 1942–45 [вид.: 1948–49]); «Літопис журнальних статей» (Х.–К., 1946); «Літопис друку: Газетні статті» (Х., 1937–41, 1944–53); «Літопис газетних статей» (Х.–К., 1954).
Початки української бібліографії другого ступеня заклали Михайло Ясинський («Бібліографічна робота на Радянській Україні в 1926 [… 1928] році»; назва змінювалася; К., 1927–30), Ф.Максименко («Матеріяли до краєзнавчої бібліографії України, 1847—1929». К., 1930) та Є.-Ю.Пеленський («Бібліографія української бібліографії». Львів, 1934).
Загальні покажчики підготували: О.Гуцало («Ucrainica: Книжки і неперіодичні видання, 1914–17». — «Наше минуле», 1918, ч. 1) та С. О. Єфремов («Українознавство», К., 1920). М.Сагарда підготував огляд «Україніка в російських журналах» («Україна», 1928, № 6 (31)); В.Сиповський — «Україна в російському письменстві, 1801–50» (К., 1928); В.Січинський — «Чужинці про Україну: Вибір з описів подорожей по Україні та інших писань чужинців про Україну за десять століть» (вид. 1-ше. Львів, 1938; вид. 2-ге, доповнене. Прага, 1942). Реєстр видань із укр. фольклору — «Бібліографія літератури з українського фольклору» (К., 1930) — уклав О. Ю. Андрієвський. Микола Іванченко та Яр. Стешенко підготували «Систематичний каталог видань Всеукраїнської Академії наук, 1918—1929» (К., 1930; три річні додатки М.Сагарди).
Були опубліковані біобібліографічні словники: «Деятели революционного движения в России» (т. 1–3, 5. М., 1927–34); О.Шведова «Историки СССР» (під редакцією І.Кобленця; М., 1941), О.Луговий (Овруцький-Швабе) «Визначне жіноцтво України» (Торонто, 1942), «Систематична бібліографія праць акад. Д.Багалія за 50 років, 1878—1927» («Юбілейний збірник на пошану акад. Дм. Йв. Багалія», К., 1927); «Матеріяли до бібліографії друкованих праць акад. М.Грушевського за 1905—1928» («Ювілейний збірник на пошану акад. М. С. Грушевського», т. 3. К., 1929).
На еміграції вийшли «Бібліографічний покажчик наукових праць української еміграції, 1920—1931» П.Зленка (Прага, 1932) та «Українська еміграція» С.Наріжного (ч. 1. Прага, 1942; ч. 2. К., 1999). В.Ігнатієнко підготував «Бібліографію української преси, 1816—1910» (Х., 1930); М.Білінський, Н.Співачевська, І.Кревецький — «Часописи Поділля» (Вінниця, 1928), В.Кордт — «Чужоземні подорожі по Східній Европі до 1700 р.» (К., 1926).
Побачили світ огляди літ-ри з: історії Церкви (Н.Глубоковський «Русская богословская наука в ее историческом развитии и новейшем состоянии». Варшава, 1928), історії визвол. змагань (С.Постніков «Библиография русской революции и гражданской войны, 1917—1921». Прага, 1938), історії УСС (покажчики П.Зленка у зб. «За державність», ч. 5–7, 1935–36, та І.Шендрика в книзі «Золоті ворота», Львів, 1937, й окремо «Матеріали до бібліографії Січових стрільців», Львів, 1937).
Були опубліковані каталоги видавничих установ та книгарень, у яких розписано серійні видання: Т.Баландюк та Р.Лукань «Катальоґ книгарні Наукового Товариства імені Шевченка у Львові. Історія», (Львів, 1936); Р.Лукань «Орден Чину св. Василія Великого: Спис книжок вид-ва Чину св. Василія Великого в Жовкві» (Жовква, 1936); «Катальоґ видань Українського наукового інституту в Варшаві. 1930—1938» (Варшава, 1938).
Містять реєстри україніки й загальносоюзні покажчики, зокрема «Материалы для библиографии по истории народов СССР, XVI—XVII вв.» («Труды Историко-археографического института», вип. 4. Л., 1933).
Багато укр. матеріалу є у загальнопольс. працях: L.Finkel «Bibliografja historji polskiej» (t. 1–2, dodatek; Lwόw–Krakόw, 1891—1914; wyd. 2 — Warshawa, 1957) та М. i М. Friedbergowie «Bibljografja historji polskiej za rok 1930 і 1931». — «Kwartalnik Historychny» (Lwόw; dodatek. 1932–33, rocz. 46; виправлення й доповнення А. та В. Заїкиних — «Записки чина св. Василія Великого», 1935, т. 6, вип. 1–2); K.Lewicki «Dzieje kozaczyzny» (Dzieje Cherwienska, 1936, rocz. 2, zesh. 1); W.Hahn «Bibliografja bibliografji polskiej» (Lwόw, 1921; wyd. 2. Wrocław, 1956).
У повоєнні роки репертуар І.б.у. збагатився. Я.Запаско та Я.Ісаєвич опублікували «Пам'ятки книжкового мистецтва: Каталог стародруків, виданих на Україні, 1574—1800» (кн. 1–2. Львів, 1981–84). Від 1965 Державна історична бібліотека УРСР (нині Національна історична бібліотека України) почала видавати щорічник «Історія Української РСР» (у 1994–97 — «Історія України»). М.Сокурова опублікувала «Общие библиографии русских книг гражданской печати 1708—1955» (Л., 1956).
Реєстр забороненої в СРСР літератури містився у виданні Книжкової палати — «Зведеному покажчику застарілих видань, що не підлягають використанню в бібліотеках громадського користування та книготорговельній сітці» (Х., 1954) та ін. подібних книгах, зокрема у праці Л.Вітрука, Ф.Максименка та В.Рябоконя «Бібліографії зарубіжних видань з історії Української РСР» (К., 1971; для службового користування).
Реєстр біографічних словників опублікував І.Кауфман: «Русские биографические и биобиблиографические словари» (М., 1955).
Огляд бібліографії археологічних видань підготував М.Міллер: «Археология в СССР» (Мюнхен, 1954; M.Miller «Archaeology in the U.S.S.R.». New York, 1956).
О.Шведова уклала «Указатель „Трудов“ губернских ученых архивных комиссий и отдельных их зданий» («Археографический ежегодник за 1957 год». М., 1958).
Побачили світ видання: Grimsted P.Kennedy «Archives and manuscript repositories in the USSR: Ukraine and Moldavia» (Princeton, 1988); «Publications of the Shevchenko Scientific Society, 1945–80» (Б/м., 1980; передрук: видання Наукового товариства імені Шевченка, 1945–80-ті. К., 1990); «Видання Академії наук УРСР, 1919—1967: Суспільні науки» (К., 1969); «Покажчик праць, опублікованих науковими співробітниками Інституту історії, 1956—1967» (К., 1969); «Праці наукових співробітників Інституту суспільних наук АН УРСР, 1951—1969» (Львів, 1970); «Славяноведение в дореволюционной России» (М., 1979); М.Марунчак «Біографічний довідник до історії українців Канади» (Вінніпеґ, 1986).
Вийшли друком бібліографічні огляди творів видатних укр. істориків: «Mykhailo Hrushevs'kyi» (ed. L.Wynar; New York–Munich–Toronto, 1985); І.Кейван «Володимир Січинський» (Торонто, 1957); «Федір Павлович Шевченко» (К., 1989).
Були підготовлені докторські дисертації з бібліографії, зокрема B.Wynar «Doctoral Dissertations on Ukrainian Topics in English, 1928—1978» («Український історик», 1988, кн. 97–100).
У діаспорі набули поширення книгарські каталоги, напр.: «Каталог книжок найбільшої укр. книгозбірні» (Едмонтон, 1985).
Огляд історіографії Д.Дорошенка продовжив О.Оглоблин («Annals» УВАН, 1957, т. 5–6).
Були опубліковані покажчики другого ступеня: I.Pelenskyi «Ukrainica» (Munchen, 1948; «ЗНТШ», т. 158); Р.Кац і Ф.Максименко «Бібліографія української і російської бібліографії по історії УРСР» (К., 1960); Н.Шеліхова та О.Ровнер «Бібліографія російської і української бібліографії по історії Української РСР, 1956—1965 рр.» (К., 1966); С.Сороковська «Українська радянська історична бібліографія» (К., 1980); «Бібліографічні посібники УРСР, 1976—1980» (Х., 1985); М.Бойко «Бібліографія української бібліографії періоду державности і діяспори» (Bloomington, 1989).
Побачили світ англомовні видання з україніки: R.Weres «Index of the Ukrainian Essays in Collections published outside the Iron Curtain in the years 1963—1978» (vol. 1–9). Chicago, 1967–78; розписано 59 назв укр. періодичних видань та збірників); A.Sokolyshyn «Ukrainian Selected and Classified Bibliography in English» (New York–Munich–Chicago, 1972); «Ukrainians in North America» (comp. by H.Myroniuk and C.Worobec. St.Paul-Toronto, c 1981); Bohdan Wynar «Ukraine: A Bibliographic Guide to English-Language Publications» (Englewood–Colorado, 1990).Н.Полонська-Василенко видрукувала працю «Історична наука в Україні за совєтської доби та доля істориків». («ЗНТШ», 1962, т. 173; Париж–Чикаґо).
Побачили світ бібліографічні праці зі спец. істор. дисциплін взагалі та археології, археографії, краєзнавчої бібліографії ін. галузей істор. науки зокрема: «Библиография трудов по отечественному источниковедению и специальным историческим дисциплинам, изданных в XVIII в.» (укладач А.Аксьонов та ін., М., 1981); П.Курінний «Історія археологічного знання про Україну» (Мюнхен, 1970); І.Шовкопляс, Н.Дмитренко «Радянська література з археології України, 1967—1975 рр.» (К., 1978); «Археология Украинской ССР, 1918—1980» (І.Шовкопляс, Н.Дмитренко; К., 1989); «Радянські видання документальних матеріалів з історії України, 1917—1968» (К., 1970). Ф.Максименко «Збірки історичних відомостей про населені пункти Української РСР» (К., 1964; окремий відбиток у «Науково-інформаційному бюлетені Архівного управління УРСР», 1963, № 4–6; 1964, № 1–5); «Історія Києва» (т. 1, вип. 1–2. К., 1958–59; т. 2, вип. 1–2. К., 1962–63).
Бібліографія видань з історії Церкви висвітлювалася в роботах: О.Оглоблин «Українська церковна історіографія» (кн. 24. — «Український історик», 1969); Н.Зернов «Русские писатели эмиграции: Биографические сведения и библиография их книг по богословию, религиозной философии, церковной истории и православной культуре, 1921–72» (Boston, Mass., 1973); «Світильник істини» (ч. 1, Торонто-Чикаґо, 1973); о. Ісидор Патрило «ЧСВВ. Джерела й бібліографія історії Української Церкви» (Рим, 1975, № 1138; «Записки чина св. Василія Великого», 1979, т. 10, вип. 4, № 1139—1408; т. 12 [18], 1985, вип. 1–4, № 1409—1705); митрополит Manuil (Lemesevskij) «Die Russischen Orthodoxen Bischofe von 1893 bis 1965: Bio-Bibliographie» (teil 1–6. Erlangen, 1979–89); «Мартирологія Українських Церков» (т. 1–2. Торонто–Балтимор, 1985–87).
Реєстри видань з історії визвол. змагань містилися в кн.: Oleh Pidhainy, Olexandra Pidhainy «The Ukrainian Republic in the Great East-European Revolution» (part 1–2. Toronto — New York, 1971–75); Oleh Pidhainy «The Ukrainian Republic in the Great East-European Revolution» (vol. 5–6); Я.Зозуля «Велика Українська Революція: Календар історичних подій за лютий 1917 року — березень 1918 року» (вид. 2-ге. Нью-Йорк: УВАН, 1967).
Бібліографія видань більшовицького періоду представлена у працях: J.Lawrynenko «Ukrainian Communism and Soviet Russian Policy Toward the Ukraine, 1917—1953» (New York, 1953); М.Рудь «Українська радянська соціалістична республіка, 1917—1967» (К., 1969); «Історія Компартії України, 1956—1981» (укладач Г.Германенко; К., 1985).
С.Ріпецький опублікував «Бібліографію джерел до історії Українських січових стрільців» (Нью-Йорк, 1965).
Побачили світ бібліографічні праці: L.Zorin «Soviet Prisons and Concentration Camps, 1917—1980» (Newtonville, Mass., 1980); J.Luckij «Literary Purges in Soviet Ukraine, 1930-s» (Edmonton, 1987); A.Pidhainy «A Bibliography of the Great Famine in Ukraine, 1932—1933» («The New Review», Toronto, 1973, December, vol. 13. N 4 (53); Галина Сенишин «Бібліографія голоду в Україні 1932—1933» (Оттава, 1983); «Famine in the Soviet Ukraine 1932—1933: A Memorial Exhibition» (Widener Library, Harvard University; Prepared by O.Procyk, L.Heretz and J.Mace; Cambridge, Mass., 1986).
Бібліографічні описи видань з тих чи ін. тем Другої світової війни, питань переміщених осіб, мемуаристики містяться у працях: М.Шатов «Библиография освободительного движения народов России в годы Второй мировой войны» (Нью-Йорк, 1961); Y.Boshyk, B.Balan «Political Refugees and „Displaced Persons“, 1945—1954» (Edmonton, 1982); І.Чайковський «Наша мемуаристика» (Мюнхен, 1966; відбиток з: «Наукові записки Українського технічно-господарського інституту», т. 11 [14]); «История дореволюционной России в дневниках и воспоминаниях» (за редакцією П.Зайончковського, т. 1. М., 1976).
Були підготовлені: а) огляди еміграційної періодики: В.Дорошенко «Реєстр українських періодичних видань у Вільному Світі, 1961–62» (Нью-Йорк, 1963. 485 назв; Відбиток з: Календар «Свободи» за 1963); О.Фединський «Бібліографічний покажчик української преси поза межами України» (Клівленд, 1967–79); б) реєстр календарів: Б.Кравців «Календарі й альманахи Українського Народного Союзу і „Свободи“» («Українська заморська твердиня: Ювілейний альманах у 75-річчя Українського народного союзу, 1894—1969», Джерсі Сіті — Нью-Йорк, [1969]. С. 120—140); в) покажчики періодики: «Архіви України» (2 вип.: 1947–70 [вид.: 1999], 1971–87 [вид.: 1988]), «Життя й революція» (1925–34 [вид.: 1970]); «Записки НТШ» (1892—1982, вид.: Bloomington, IN, 1984); «Свобода» (1893—1899 [вид.: Saint Paul, Minn., 1990]); «Український історичний журнал» (3 вип.: 1957–66 [вид.: 1968]; 1967–76 [вид.: 1982]; 1977–86 [вид.: 1987]); Ю.Масанов, Н.Ниткіна, З.Титова «Указатели содержания русских журналов и продолжающихся изданий, 1755—1970 гг.» (М., 1975).
Реєстри україніки друкувалися також у тогочасних загальносоюзних і рос. покажчиках: «История исторической науки в СССР: Дореволюционный период»; «История исторической науки в СССР: Советский период, 1917—1967 г.» (М., 1965–80); «Справочники по истории дореволюционной России» (за редакцією П.Зайончковського; 2-ге вид., М., 1971–78); «История СССР: Аннотированный указатель библиографических пособий, опубликованых на русском языке с начала XIX в. по 1982 г.» (укладачі Г.Главатських та ін.; 3-тє вид., ч. 1–2. М., 1983–84).
Новітній етап розвитку І.б.у. розпочався після проголошення держ. незалежності України. Побачили світ такі україно- та російськомовні бібліографічні зведення, як: «Репертуар української книги, 1798—1916» (за редакцією Я.Дашкевича, 1995); Степан Петров, Сергій Петров «Книга в Україні, 1861—1917» (1996); Б.Семеновкер «Государственная библиография России XVIII—XX вв.» (вип. 1. М., 2002).
З'явилися нові україно-, російсько- та англомовні бібліографічні огляди, покажчики, рецензії: «Джерела українознавства» (К., 1990; рецензія: «Слово і час», 1991, № 11. С. 82–87); «Bibliographical Guide to Soviet and East European Studies» (vol. 1–3. Boston, 1993); «Українознавство» (1993 [вид.: 1997]); «Історія України» (1993 [вид.: 1997]); «Українознавство: Науковий бібліографічний довідник: У 2-х т., 4-х ч. Т. 1, ч. 1: Загальна українознавча бібліографія» (укладачі П.Кононенко, Л.Токар; К., 2002).
Побачив світ російськомовний реєстр з історії територій: Н.Балацька, А.Раздорський «Памятные книжки губерний и областей Российской империи, 1836—1917» (СПб., 1994).
Опубліковані біобібліографічні словники: «Громами гартоване слово: Література українського зарубіжжя та письменників-правозахисників: Бібліографічні нариси» (автор-укладач Т.Шульга; К., 1995); В.Тимофієнко «Зодчі України кінця XVIII — початку ХХ століть: Біографічний довідник» (К., 1999); «Русская интеллигенция: Автобиографии и биобиблиографические документы в собрании С. А. Венгерова: Аннотированный указатель в 2-х т.», (т. 1. СПб., 2001); Є.Шудря «Подвижниці народного мистецтва: Біобібліографічні нариси» (за редакцією М. Селівачова, зошити 1–2. К., 2003–05), С.Кагамлик «Києво-Печерська лавра: світ православної духовності і культури. XVII—XVIII ст.» (К., 2005).
Реєстр видань з історії установ та орг-цій представлено в публікаціях: О.Богдашина «Діяльність Харківської науково-дослідної кафедри історії української культури імені академіка
Д. І. Багалія, 1921—1934 рр.» (Х., 1994); О.Мовчан «Наукові праці, видані поліграфічною дільницею Інституту історії України НАН України, 1988—1997: Анотований бібліографічний покажчик» (К., 1997); С.Нестуля «Археологічний комітет ВУАН: Етапи становлення» (Полтава, 1997); «Видання Археографічної комісії й Інституту української археографії та джерелознавства імені М. С. Грушевського НАН України, 1988—1998» («Український археографічний щорічник. Нова серія», вип. 3/4. К., 1999. С. 714—741); О.Юркова «Діяльність науково-дослідної кафедри історії України М. С. Грушевського, 1924–30 рр.» (К., 1999); «Викладачі Ніжинської вищої школи, ч. 2–3: 1920–70» (укладачі Л.Гранатович, Т.Скатерна; Ніжин, 2000); «Інститут українознавства імені Івана Крип'якевича НАН України: Наукова діяльність. Структура. Працівники» (Львів, 2001); «Історичний факультет Київського національного університету імені Тараса Шевченка: минуле й сьогодення. 1834—2004 рр.» (К., 2004); «Український науково-дослідний інститут архівної справи та документознавства: До 10-річчя заснування: Бібліографічний покажчик» (К., 2004); «Архівні установи України: Довідник» (редколегія: Г.Боряк (голова), І.Матяш, Г.Папакін; вид. 2-ге, доповнене, т. 1. К., 2005); «Праці викладачів та професорів Національного університету „Києво-Могилянська академія“, 1992—2002 рр.» (укладач Н.Казакова та ін.; К., 2005). Вийшли біобібліографічні словники вчених: О.Ясь «Персональна бібліографія істориків діаспори, 1945—1991» («Бібліотечний вісник», 1996, № 2); Г.Мезенцева «Дослідники археології України» (Чернігів, 1997); І.Огородник, М.Русин «Українська філософія в іменах: Навчальний посібник» (К., 1997); Т.Пустовіт «Матеріали до біобібліографічного словника „Архівісти Полтавщини“, 1920–30 рр.» («Архівний збірник» [Полтава], 1998. С. 276—304); «Українські архівісти» (вип. 1–3. К., 1999—2003); «Інститут українознавства імені Івана Крип'якевича НАН України: Бібліографія праць наукових співробітників» (Львів, 2001); «Бібліографи Одеської державної наукової бібліотеки імені М.Горького: Біобібліографічний довідник» (упорядник Л.Бур'ян; Одеса, 2002); О.Куріло «Нариси розвитку археології у музеях України: Історія, дослідники, меценати» (К., 2002); О.Ясь «Персональна бібліографія істориків України: Матеріали до бібліографії бібліографій» («Спеціальні історичні дисципліни: Питання теорії та методики», число 8–9, ч. 1. К., 2002. С. 404—424); О.Оглоблин «Українська історіографія, 1917—1956» (пер. з англ.; підготували до друку І.Верба, О.Юркова. К., 2003). Інститут історії України НАН України започаткував серію видань «Українські історики», 1-й вип. якої — «Вчені Інституту історії України» — побачив світ 1998.
Були видрукувані покажчики праць класиків укр. історіографії. Бібліографія творів істориків міститься у виданнях: О.Тодійчук «Бібліографія праць В. Б. Антоновича» (В.Антонович «Моя сповідь: Вибрані історичні та публіцистичні твори»; упорядники О. Тодійчук, В. Ульяновський. К., 1995. С. 773—790); «Дмитро Іванович Багалій — професор Харківського університету: Біобібліографічний покажчик» (упорядники Ю.Шевченко, Р.Ставинська, М.Швальб. Х., 1992); Ю.Кухарчук «Бібліографія праць М. Ю. Брайчевського, 1950—1999». (М.Брайчевський «Вибрані твори: Історично-археологічні студії. Публіцистика» (Нью-Йорк–К., 1999. С. 569—582)); «Любомир Винар» (Львів та ін., 1998); І.Матяш «Катерина Грушевська: життєпис, бібліографія, архіви» (К., 1997. С. 129—141); Б.Грановський «Михайло Грушевський — перший Президент України, академік. Біобібліографія. 1885—2000 рр.» (К., 2001); (упорядник Л.Бур"Ярослав Романович Дашкевич" (К., 1993); «Бібліографія праць Ярослава Дашкевича, 1992—1996» («Mappa Mundi: Збірник наукових праць на пошану Ярослава Дашкевича з нагоди його 70-річчя». Львів–К.–Нью-Йорк, 1996. С. 7–32); «Бібліографія праць Ярослава Дзири» («Спеціальні історичні дисципліни: Питання теорії та методики», число 8–9, ч. 2. К., 2002. С. 454—475; «Збірка наукових праць на пошану […] Ярослава Івановича Дзири»); І.Гирич «Публікації С. О. Єфремова в газеті „Нова рада“, 1917—1919 рр.» («Український археографічний щорічник. Нова серія», вип. 2. 1993. С. 336—375); «Аркадій Жуковський» (К., 1997); І.Войцехівська «Академік Володимир Іконников: Життєпис та бібліографія» (К., 1998); М.Боянівська «Бібліографія друкованих праць Ярослава Ісаєвича» («Україна: культурна спадщина, національна свідомість, державність. Вип. 5: Історія та філологія. Розвідки, присвячені 60-річчю акад. Я.Ісаєвича». Львів, 1998. С. 17–75); «Ярослав Ісаєвич: Бібліографічний покажчик» (ред. Ю.Ясіновський; упорядник М.Боянівська; Львів, 1999); "Віталій Коваликладачі О.Коваленко та ін.; Чернігів, 2003); П.Курінний «Вадим Щербаківський: З нагоди 70 років життя» (2-ге вид., доповнене; підготовка до друку О.Супруненка; Полтава, 1995).
Бібліографічні огляди видань зі спец. істор. дисциплін опубліковані в кн.: В.Гавриленко «Українська сфрагістика» (К., 1991); «Історичне краєзнавство в Україні: Питання теорії і практики: Науково-допоміжний бібліографічний покажчик» (укладач А.Комська; К., 1992); «Література з історії картографування» (укладач Л.Пономаренко; «Праці центру пам'яткознавства», 1992, вип. 1); В.Томазов «Библиография украинской генеалогической литературы, 1990 — первая половина 1995 г.» («Известия Русского генеалогического общества», 1996, вип. 5. С. 81–86); Ю.Кочубей «Україна і Схід: Культурні взаємозв'язки України з народами Близького і Середнього Сходу, 1917—1992: Підручний бібліографічний покажчик» (К., 1998); В.Рихляков «Опыт библиографии отечественной генеалогии» (ч. 1/2–3. СПб., 1998—2000); «Видання державних архівних установ України, 1925—2000» (К., 2001); К.Климова «Історіографія історії архівної справи в Україні» («Нариси історії архівної справи в Україні». К., 2002. С. 11–40). Побачили світ бібліографічні реєстри архівів і музеїв: «Особові архівні фонди Інституту рукопису: Путівник» (К., 2002); Н.Пасько, О.Супруненко «Видання Полтавського краєзнавчого музею за 100 років» (Полтава, 1991); В. Ханко «Полтавський художній музей, 1919—1994: Бібліографічний покажчик» (Полтава, 1994).
М.Жарких опублікував «Бібліографію Старої України, 1240—1800» (зошити 1–10. К., 1998—2002), О.Вінтоняк — розвідку «Україна в описах західньоєвропейських подорожників другої половини XVIII ст.» (Львів, 1995). Бібліографії видань з історії Церкви присвячені праці: «З історії Чернігівської єпархії: Бібліографічний покажчик» (укладач Л.Студьонова; Чернігів, 1993); «Православие. Библиографический указатель книг на русском и церковнославянском языках, 1918—1993» (М., 1999); «Русские писатели-богословы. Историки Церкви. Исследователи и толкователи Священного Писания» (вид. 2-ге. М., 2001). Бібліографічні описи містять кн.: «Києво-Могилянська академія у документах і рідкісних виданнях» (К., 1995); В.Кубайчук «Хронологія мовних подій в Україні: Зовнішня історія української мови» (К., 2004); О.Платонов «Терновый венец России: Тайная история масонства, 1731—1996» (вид. 2-ге. М., 1996); О.Крижанівська «Історія масонства в дисертаційних працях слухачів Київської духовної академії, кінець XIX — початок ХХ ст.» («УІЖ», 1997, № 1. С. 87–93); А.Сєрков «Русское масонство, 1731—2000: Энциклопедический словарь» (М., 2001); С.Білокінь «Масони і Україна: Міркування з приводу проблеми й дотичної літератури» («Пам'ятки України», 2002, № 2. С. 181—207). Бібліографія видань з тематики визвол. змагань представлена в: «Українська революція і державність. 1917—1920 рр.» (упорядники А.Панова та ін. К., 2001); В.Верстюк, Т.Осташко «Діячі Української Центральної Ради: Бібліографічний [біографічний. — С. Б.] довідник» (К., 1998); С.Волков «Белое движение в России: организационная структура» (М., 2000).
Бібліографія еміграційних видань описана в кн.: І.Качаки «Библиография русских беженцев в королевстве С. Х.С. (Югославии). 1920—1945 гг.» (Арнхем, 1991); «Труды русской, украинской и белорусской эмиграции, изданные в Чехословакии, 1918—1945 гг.», т. 1. (Praha, 1996); «Российское зарубежье: Некрологи 1917—1997: В 6 т.» (укладач В.Чуваков, т. 1. М., 1999); «Українська освіта й українознавчі студії за кордоном: Довідник» (К., 2001).
Реєстр видань історії УРСР містять кн.: «Політика коренізації в радянській Україні (1920–1930-ті рр.): Науково-допоміжний бібліографічний покажчик» (упорядники та автори вступної статті: П.Бондарчук, В.Даниленко, Г.Єфименко. К., 2003); «Репресії 20–30–40-х і початку 50-х років на Україні» (К., 1992); «Книги памяти жертв политических репрессий в СССР: Аннотированный указатель» (СПб., 2004); «Система исправительно-трудовых лагерей в СССР, 1923—1960: Справочник» (М., 1998); Г.Ковальчук «Співробітники УНІК — жертви політичних репресій» («Наукові праці Національної бібліотеки України імені В. І. Вернадського», вип. 2. 1999); Н.Петров, К.Скоркин «Кто руководил НКВД, 1934—1941: Справочник» (М., 1999); «Голодомор в Україні 1932—1933 рр.» (упорядники Л.Бур'ян, І.Ріку. Одеса–Львів, 2001); Karel C.Berkhoff «Ukraine under Nazi Rule, 1941—1944: Sources and Finding Aids. Part II. Published Materials» («Jahrbucher für Geschichte Osteuropas», 1997, т. 45. N 2).
Бібліографія видань, присвячених Українській повстанській армії, наведена в кн.: С.Здіорук та ін. «Покажчик публікацій про діяльність ОУН та УПА, 1945—1998 рр.» (К., 1999); С.Кокін «Анотований покажчик документів з історії ОУН і УПА у фондах Державного архіву СБУ. Вип. 1. Анотований покажчик документів з фонду друкованих видань, 1944—1953» (К., 2000); П.Содоль «Українська Повстанча Армія, 1943—1949: Довідник» (т. 1–2. Нью-Йорк, 1994–95). Історія опору висвітлена в кн.: «Українська Громадська Група сприяння виконанню Гельсінкських угод, т. 1: Особистості» (Х., 2001).
Бібліографічні огляди преси наведені в кн.: М.Романюк, М. Галушко «Українські часописи Львова, 1848—1939 рр.: Історико-бібліографічне дослідження: У 3-х т. Том 1: 1848—1900» (Львів, 2001); «Несоветские газеты. 1918—1922 гг.: Каталог собрания Российской национальной библиотеки» (упорядники Т.Акопян та ін. СПб., 2003).

## Покажчики періодики
Покажчики періодики містяться у виданнях: Р.Майборода, В.Шандра «Покажчики змісту архівознавчих та археографічних видань» («Український археографічний щорічник. Нова серія», вип. 1. 1992. С. 418—436); І.Матяш «Українська архівна періодика [9 назв], 1920–1930-х рр.» (К., 1999. 1550 позицій: Розкрито зміст журналів «Бібліологічні вісті» (1923–30 [вид.: 1996]), «Вісник Одеської комісії краєзнавства при ВУАН» (1924–30 [вид.: 1999]), «Дзвони» (1931–39 [вид.: 1997]), «Искусство и печатное дело» (1909–14 [вид.: 1991]), «Летопись Екатеринославской ученой архивной комиссии» (1904–15 [вид.: 1991]), «Листи до приятелів» (1953—1968 [вид.: 2002]), «Літературно-науковий вістник» (1898—1932 [вид.: 2000]), «Назустріч» (1934–38 [вид.: 1999]), «Наука і культура», вип. 1–31 (1966—2002 [вид.: 2003; 3128 позицій; рецензія: «Кур'єр Кривбасу», 2004, червень, № 175. С. 142—148]); «Пам'ятки України» (1989—2001, вид.: 2002, № 1), «Сіверянський літопис» (1995—2000 [вид.: 2001, № 1]); С.Воїнов «Журнал „Сіверянський літопис“ за 1995—1999 рр.: Анотований покажчик змісту» («Сіверянський Літопис», 2003, № 2–3); «Труды Полтавской ученой архивной комиссии» (1905–17 [вид.: 1991]); «Україна» (1907–32 [вид.: 1993]); «Український історик» (1963–97, вид.: кн. 140. 1999); «Червоний шлях» (1923–36 [вид.: 2003; 3376 позицій]); «Harvard Ukrainian Studies» (1977–91 [вид. 1992]). Осередки досліджень укр. періодики є у Львівській науковій бібліотеці імені В.Стефаника НАН України (з 1994 видає словник «Українська журналістика в іменах») та Дослідницькому центрі історії укр. преси при Ін-ті журналістики у Києві (готує покажчики; зокрема, Н.Сидоренко уклала покажчик еміграційної періодики 1914–50). Книжкова палата України видає серію «Етноси України, 1917–41», що висвітлює історію перебування в Україні представників різних національностей (вийшли покажчики літ-ри про татар [вид.: 1997], турків [вид.: 1997], німців [вид.: 1998], євреїв [вид.: 1999]). Діють регіональні видавничі центри, що спеціалізуються на підготовці бібліографічної продукції. (Див. також Бібліографія історії України, Бібліографія національна, Бібліографознавство).